# Rhynchospora longiflora
Rhynchospora longiflora är en halvgräsart som beskrevs av Karel Presl. Rhynchospora longiflora ingår i släktet småag, och familjen halvgräs. Inga underarter finns listade i Catalogue of Life.